# Leila Lowfire
Leila Lowfire, eigentlich Leila Ziaabadi (* 3. Oktober 1992 in Saarbrücken), ist deutsche Podcasterin und Schauspielerin.

## Werdegang
Leila Ziaabadi besuchte das Deutsch-Französische Gymnasium in Freiburg. Nach einem Praktikum beim Fotografen Oliver Rath folgten für sie erste Model-Jobs.
Als Schauspielerin erregte Leila Lowfire erstmals 2013 im Film Kein großes Ding von Klaus Lemke Aufmerksamkeit. 2016 spielte sie – erneut unter Lemkes Regie – eine Hauptrolle in Unterwäschelügen. 2018 hatte sie einen Cameo-Auftritt in der Serie Dogs of Berlin. Darüber hinaus wirkte Lowfire in Musikvideos von The BossHoss, Samy Deluxe und Scooter mit.
Im Herbst 2015 erregte sie durch ein Facebook-Posting gegen Rassismus Aufsehen, das unter dem Hashtag #nippelstatthetze veröffentlicht wurde und sie mit nackten Brüsten zusammen mit dem Schauspieler Matthias Weidenhöfer und einem Schild mit der Aufschrift „Kaufft nicht bei Kanaken“ zeigte.
Mit der Radio-Journalistin Ines Anioli startete Lowfire 2016 das Podcast-Format Sexvergnügen. Gemeinsam betrieben sie zudem von 2018 bis zum 29. August 2019 den Podcast Besser als Sex.
Bei der Echoverleihung 2017 trat sie für Pressefotos auf dem roten Teppich in Begleitung des Musikers Till Lindemann öffentlich in Erscheinung.
Im Januar 2019 war sie Kandidatin der 13. Staffel von Ich bin ein Star – Holt mich hier raus!, dort belegte sie den 8. Platz.
Im Oktober 2020 kreierte sie gemeinsam mit Toyah Diebel den wöchentlich erscheinenden Podcast Weibers.
Im März 2021 gründete Lowfire Mooniac, einen Anbieter von Dessous und Bademoden.

## Rezeption
Ulrich Feld merkte in der Frankfurter Neuen Presse an, dass sie im Film Unterwäschelügen unter der Regie von Klaus Lemke in der Rolle „Leila“ als Möchtegern-Callgirl „in einer besonders schillernden Rolle glänzt“.

## Filmografie
- 2013: Kein großes Ding – Regie: Klaus Lemke
- 2016: The Key – Regie: Markus F. Adrian, Gedeon Burkhard
- 2016: Unterwäschelügen – Regie: Klaus Lemke
- 2018: Open Wound: The Über-Movie – Regie: Jürgen Weber
- 2018: Dogs of Berlin (Fernsehserie) – Regie: Christian Alvart
- 2018: Mute (Netflix-Film) – Regie: Duncan Jones